# Sozialpolitisches Centralblatt
Socialpolitisches Centralblatt hieß eine in Berlin herausgegebene Wochenzeitschrift für sozialpolitische Themen. Sie erschien erstmals am 4. Januar 1891 und wurde im März 1895 eingestellt. Verantwortlicher Redakteur war Heinrich Braun. Im ersten Heft umriss der Herausgeber das Programm seiner Zeitschrift unter dem Titel Unser Programm. (Socialpolitisches Centralblatt. Heft 1, S. 1–2.)
Als Nachfolgeorgan erschien bis 1943 die Zeitschrift Soziale Praxis – Zentralblatt für Sozialpolitik.

## Mitarbeiter
Victor Adler, Leo Arons, Paul Barth, Adolf Braun, August Bergmann, John Graham Brooks (1846–1938), Hans Crüger, Adolf Damaschke, Leó Frankel, Heinrich Herkner, Georg Ledebour, Carl Legien, Engelbert Pernerstorfer, Georg Simmel u. a. m.